# SaskTel Tankard
SaskTel Tankard – prowincjonalne mistrzostwa mężczyzn Saskatchewan w curlingu, zwycięzca występuje jako reprezentacja prowincji na the Brier. Zawody rozgrywane są od 1927.

## Nazwa turnieju
- Macdonald Tankard Champions: 1927–1979
- Labatt Tankard Champions: 1980–1994
- Pool Tankard Champions: 1995–2003
- SaskTel Mobility Tankard Champions: 2004–2006
- SaskTel Tankard: od 2007

## Format gry
W mistrzostwach bierze udział 16 drużyn:
- 5 wyłonionych z SaskTel Northern Men’s Playdown
- 5 wyłonionych z SaskTel Southern Men’s Playdown
- 3 z najlepszymi wynikami w World Curling Tour
- 3 z najlepszymi wynikami w Sask Curling Tour

Turniej rozgrywany jest potrójnym sposobem knock-out. Faza finałowa rozgrywana jest systemem Page-playoff.

## Mistrzowie Saskatchewan
| Rok  | Miasto        | Czwarty           | Trzeci             | Drugi              | Otwierający         | Pozycja na the Brier |
| ---- | ------------- | ----------------- | ------------------ | ------------------ | ------------------- | -------------------- |
| 1927 | Yellow Grass  | O. Barkwell       | A. Hill            | H. Hay             | P. Wilken           | 6.                   |
| 1928 | Regina        | W. McGillivray    | Fred Graham        | R. Teasdale        | C.S. Pace           | 5.                   |
| 1929 | Regina        | R.M.Ross          | Ash Parkinson      | A. Smith           | W. Nesbitt          |                      |
| 1930 | Saskatoon     | R.B. McLeod       | W.A. McArter       | R.R. Watts         | A. Scollon          | 4.                   |
| 1931 | Saskatoon     | Jack Miller       | Bill McArter       | B. Barbour         | P. Young            | 4.                   |
| 1932 | Moose Jaw     | Carl Battel       | Frank R. Smith     | Pallie Pascoe      | Jim MacDonald       | 8.                   |
| 1933 | Rosthern      | Cliff McLachlan   | Fred Hayes         | Wm. Stewart        | Wm. Baum            | 4.                   |
| 1934 | Saskatoon     | C. B. Anderson    | R. B. McLeod       | R.Robertson        | Pat McNeil          | 4.                   |
| 1935 | Saskatoon     | J.S. Black        | F. Germaine        | S. Peat            | R. Fraser           | 5.                   |
| 1936 | Regina        | Les Youngson      | Dave Clayton       | Chas Gardiner Jr.  | C.A. McNevin        | 7.                   |
| 1937 | Moose Jaw     | R.F. Smith        | W.J. Turner        | E.G. West          | A.H. Graham         | 4.                   |
| 1938 | Prince Albert | I. Humphries      | J.M. Brower        | G.E. Dunbar        | R.S. Reed           | 5.                   |
| 1939 | Prince Albert | George Dunbar     | J.M. Brower        | F. R Glass         | J.A.L. McNeill      | 5.                   |
| 1940 | Kinley        | W.A. Dunbar       | J.B. McMahon       | J. Beckett         | E.R. Eaton          |                      |
| 1941 | Kinley        | W.A. Dunbar       | J.B. McMahon       | J.B. Beckett       | A.E. McMahon        | 4.                   |
| 1942 | Rosetown      | J.E. Franklin     | F.V. Heartwell     | J.D. Lang          | J. Sansom           | 6.                   |
| 1943 | Saskatoon     | S. Glover         | Doug Cook          | Bergie Bergstrom   | Cec George          | x                    |
| 1944 | Saskatoon     | Jack Forsythe     | Herb Clement       | Percy Clement      | Rollie Postlewaite  | x                    |
| 1945 | Saskatoon     | W.H. Hain         | Dr. D.S. Craighton | Hi Green           | Fred Martin         | x                    |
| 1946 | Saskatoon     | Dalt D. Henderson | J.M. Brower        | C.W. Annable       | M.V. Burns          | 5.                   |
| 1947 | Avonlea       | Mac Campbell      | Glenn Campbell     | Lloyd Campbell     | Sandy Campbell      |                      |
| 1948 | Rosetown      | C. Annable        | J. Franklin        | B. Heartwell       | J. Sansom           | 5.                   |
| 1949 | Regina        | Harold Horeak     | Edward Richter     | John F. Heaney     | E.S. Kittleson      | 5.                   |
| 1950 | Prince Albert | Ernest Whitter    | G.K. Ortloff       | Wm. Whitter        | Jim Whitter         | 8.                   |
| 1951 | Rosetown      | John Franklin     | Cliff Annable      | George Heartwell   | Harold Lloyd        |                      |
| 1952 | Nipawin       | F. Hastings       | N. Witherow        | Alvin Turner       | F. Ostberg          | 8.                   |
| 1953 | Delisle       | Jim Hill          | Jack Bentley       | Harold Worth       | Elmer MacNevin      | 5.                   |
| 1954 | Avonlea       | Garnet Campbell   | Don Campbell       | Glen Campbell      | Gordon Campbell     |                      |
| 1955 | Avonlea       | Garnet Campbell   | Don Campbell       | Glen Campbell      | Lloyd Campbell      |                      |
| 1956 | Delisle       | Jim Hill          | Harold Worth       | Elmer MacNevin     | Don Morris          |                      |
| 1957 | Avonlea       | Garnet Campbell   | Glen Campbell      | Don Campbell       | Lloyd Campbell      |                      |
| 1958 | Eston         | E.G. Grimes       | R.J. Sutherland    | W.S. Gardiner      | S.E. St. John       | 5.                   |
| 1959 | Regina        | Ernie Richardson  | Arnold Richardson  | Garnet Richardson  | Wes Richardson      |                      |
| 1960 | Regina        | Ernie Richardson  | Arnold Richardson  | Garnet Richardson  | Wes Richardson      |                      |
| 1961 | Avonlea       | Jack Keys         | Garnet Campbell    | Bob Pickering      | Glen Campbell       |                      |
| 1962 | Regina        | Ernie Richardson  | Arnold Richardson  | Garnet Richardson  | Wes Richardson      |                      |
| 1963 | Regina        | Ernie Richardson  | Arnold Richardson  | Garnet Richardson  | Mel Perry           |                      |
| 1964 | Regina        | Ernie Richardson  | Arnold Richardson  | Garnet Richardson  | Wes Richardson      |                      |
| 1965 | Saskatoon     | Harold Worth      | Elmer MacNevin     | Murray Armstrong   | Gary Stevenson      |                      |
| 1966 | Avonlea       | Bob Pickering     | Jack Keys          | Garnet Campbell    | Glen Campbell       | 4.                   |
| 1967 | Elbow         | Doug Wankel       | Art Knutson        | Gay Knutson        | Elmer Knutson       |                      |
| 1968 | Avonlea       | Bob Pickering     | Jack Keys          | Garnet Campbell    | Gary Ford           |                      |
| 1969 | Avonlea       | Bob Pickering     | Garnet Campbell    | Jim Thomas         | Gary Ford           | 4.                   |
| 1970 | Avonlea       | Bob Pickering     | Garnet Campbell    | Jack Keys          | Gary Ford           | 4.                   |
| 1971 | Avonlea       | Bob Pickering     | Garnet Campbell    | Jack Keys          | Gary Ford           |                      |
| 1972 | Saskatoon     | Doug Wyatt        | Glen Farrell       | Murray Trapp       | Dale Zoerb          | 4.                   |
| 1973 | Regina        | Harvey Mazinke    | Bill Martin        | George Achtymichuk | Dan Klippenstein    |                      |
| 1974 | Kindersley    | Larry McGrath     | Ron St. John       | Wayne St. John     | Rod St. John        |                      |
| 1975 | Regina        | Harvey Mazinke    | Bill Martin        | George Achtymichuk | Dan Klippenstein    | 4.                   |
| 1976 | Moose Jaw     | Roger Anholt      | Gordon Stewart     | Bob Hicks          | Bill Wilson         | 11.                  |
| 1977 | Regina        | Les Rogers        | Greg Manwaring     | Morris Tait        | Vic Rogers          | 8.                   |
| 1978 | Saskatoon     | Rick Folk         | Rod Thompson       | Tom Wilson         | Roger Schmidt       |                      |
| 1979 | Saskatoon     | Rick Folk         | Rod Thompson       | Tom Wilson         | Jim Wilson          |                      |
| 1980 | Saskatoon     | Rick Folk         | Ron Mills          | Tom Wilson         | Jim Wilson          |                      |
| 1981 | Assiniboia    | Bob Ellert        | Don Bushell        | Ken Berner         | Bill Wilson         |                      |
| 1982 | Kerrobert     | Brad Heidt        | Wayne Charteris    | Jack Whetter       | Warren Rechenmacher | 8.                   |
| 1983 | Estevan       | Kirk Ziola        | Jim Packet         | Monte Ziola        | John Grundy         | 6.                   |
| 1984 | Regina        | Gary Bryden       | Dale Graham        | Wilf Foss          | Jerry Zimmer        | 4.                   |
| 1985 | Saskatoon     | Eugene Hritzuk    | Bob Miller         | Nick Paulsen       | Art Paulsen         |                      |
| 1986 | Humboldt      | Lyle Muyres       | Warren Muyres      | Craig Muyres       | Garth Muyres        | 4.                   |
| 1987 | Lemberg       | Don Gardiner      | Garry Krupski      | Ray Krupski        | Mark Krupski        | 12.                  |
| 1988 | Saskatoon     | Eugene Hritzuk    | Del Shaughnessy    | Murray Soparlo     | Don Dabrowski       |                      |
| 1989 | Estevan       | Jim Packet        | Bob Doerr          | Lloyd Schmidt      | Dallas Duce         | 7.                   |
| 1990 | Kronau        | Jamie Schneider   | Rick Schneider     | Mike Schneider     | Larry Schneider     | 4.                   |
| 1991 | Regina        | Randy Woytowich   | Brian McCusker     | Wyatt Buck         | John Grundy         |                      |
| 1992 | Regina        | Brad Hebert       | Warren Sharp       | Bob Novakowski     | Kerry Gudereit      | 8.                   |
| 1993 | Regina        | Randy Woytowich   | Brian McCusker     | Wyatt Buck         | John Grundy         | 5.                   |
| 1994 | Quill Lake    | Doug Harcourt     | Kevin Kalthoff     | Greg Harcourt      | Brian Wempe         | 9.                   |
| 1995 | Kerrobert     | Brad Heidt        | Mark Dacey         | Wayne Charteris    | Dan Ormsby          |                      |
| 1996 | Moose Jaw     | Rod Montgomery    | Glen Despins       | Dwayne Mihalicz    | Sandy Forsyth       | 8.                   |
| 1997 | Estevan       | Jim Packet        | Jeff Mosley        | Dallas Duce        | Ken Loeffler        | 12.                  |
| 1998 | Moose Jaw     | Rod Montgomery    | Glen Despins       | Dwayne Mihalicz    | Jeff Tait           | 4.                   |
| 1999 | Yorkton       | Gerald Shymko     | Gerry Adam         | Arnie Geisler      | Neil Cursons        |                      |
| 2000 | Saskatoon     | Bruce Korte       | Darrell McKee      | Roger Korte        | Rory Golanowski     | 7.                   |
| 2001 | Humboldt      | Doug Harcourt     | Kevin Kalthoff     | Greg Harcourt      | Brian Wempe         | 7.                   |
| 2002 | Regina        | Scott Bitz        | Mark Lang          | Brian McCusker     | Kelly Moskowy       | 4.                   |
| 2003 | Humboldt      | Doug Harcourt     | Kevin Kalthoff     | Greg Harcourt      | Brian Wempe         | 8.                   |
| 2004 | Muenster      | Bruce Korte       | Clint Dieno        | Roger Korte        | Rory Golanowski     | 7.                   |
| 2005 | Davidson      | Pat Simmons       | Jeff Sharp         | Chris Haichert     | Ben Hebert          | 8.                   |
| 2006 | Davidson      | Pat Simmons       | Jeff Sharp         | Chris Haichert     | Ben Hebert          | 8.                   |
| 2007 | Davidson      | Pat Simmons       | Jeff Sharp         | Gerry Adam         | Steve Laycock       | 5.                   |
| 2008 | Davidson      | Pat Simmons       | Jeff Sharp         | Gerry Adam         | Steve Laycock       |                      |
| 2009 | Moose Jaw     | Joel Jordison     | Scott Bitz         | Aryn Schmidt       | Dean Hicke          | 9.                   |
| 2010 | Saskatoon     | Darrell McKee     | Bruce Korte        | Roger Korte        | Rob Markowsky       | 7.                   |
| 2011 | Regina        | Pat Simmons       | Steve Laycock      | Brennen Jones      | Dallan Muyres       | 8.                   |
| 2012 | Battleford    | Scott Manners     | Tyler Lang         | Ryan Deis          | Mike Armstrong      | 11.                  |
| 2013 | Regina        | Brock Virtue      | Braeden Moskowy    | Chris Schille      | D.J. Kidby          | 9.                   |
| 2014 | Saskatoon     | Steve Laycock     | Kirk Muyres        | Colton Flasch      | Dallan Muyres       | 7.                   |
| 2015 | Saskatoon     | Steve Laycock     | Kirk Muyres        | Colton Flasch      | Dallan Muyres       |                      |

## Reprezentacja Saskatchewan na the Brier i mistrzostwach świata
Zawodnicy z tej prowincji siedmiokrotnie sięgali po tytuł mistrzów kraju. 4-krotnie dokonała tego drużyna Erniego Richardsona uważana za jedną z najlepszych drużyn wszech czasów. 12 razy reprezentanci Saskatchewan  zdobywali srebrne medale a 12 brązowe.
W mistrzostwach świata organizowanych od 1959 trzy drużyny wystąpiły łącznie 6 razy. W latach 1959, 1960, 1962 i 1963 Richardson był najlepszy na świecie. Kolejny występ rangi światowej nastąpił po 10 latach, w 1973 Harvey Mazinke zdobył srebro. Ostatnimi mistrzostwami świata dla zespołu z Saskatchewan były zawody w 1980, kiedy Rick Folk sięgnął po złoto. Od tamtej pory zawodnicy z tej prowincji nie zdołali wygrać the Brier. W 1994 dokonał tego ponownie Folk, grał jednak wówczas w Kolumbii Brytyjskiej.